# Múscio
Múscio (também chamado Mustio) é o suposto autor da Genecia (Ginaecia), um tratado de ginecologia datando de ca. 500 d.C., preservado em um manuscrito de ca. 900 d.C. O tratado se apropriou amplamente de Sorano.
Nada é conhecido sobre a vida de Múscio. A análise de seu vocabulário sugere que possa ter vindo da Norte de África. A data "século 6 d.C" em geral citada para seu trabalho é de alguma forma duvidosa. Seu único trabalho sobrevivente é uma tradução latina simplificada e abreviada da Ginecologia de  Sorano. A primeira parte é composta de um formulário de perguntas e respostas sobre muitos assuntos que lidam com a anatomia feminina, embriologia e assuntos de nascimento e cuidados neonatais. A segunda parte cobre condições patológicas. Cópias numerosas deste trabalho do nono ao século décimo ao quinto ainda sobrevivem e foi a fonte mais importante para Eucharius Rösslin quando ele escreveu seu Rosengarten em 1513.
Nos tempos bizantinos, o trabalho foi traduzido para o grego e, como resultado, Múscio veio a ser injustamente identificado como Mósquio (médico), um médico grego mencionado por Sorano.